# Угрево
Угрево (рос. Угрево) — присілок в Бологовському районі Тверської області Російської Федерації.
Населення становить 120 осіб. Входить до складу муніципального утворення Березайське сільське поселення.

## Історія
Від 2005 року входить до складу муніципального утворення Березайське сільське поселення.

## Населення
| 2010 |
| ---- |
| 120  |